# Ranville-Breuillaud
Ranville-Breuillaud är en kommun i departementet Charente i regionen Nouvelle-Aquitaine i västra Frankrike. Kommunen ligger  i kantonen Aigre som ligger i arrondissementet Confolens. År 2022 hade Ranville-Breuillaud 164 invånare.

## Befolkningsutveckling
Antalet invånare i kommunen Ranville-Breuillaud
Referens:INSEE